# Hanna Zaremska
Hanna Zaremska (ur. 1948) – polska historyk, mediewistka.

## Życiorys
Doktorat w 1976 w Instytucie Historii PAN. Profesor od 1995. Pracuje w Zakładzie Studiów Średniowiecznych Instytutu Historii PAN.
Z Bronisławem Geremkiem miała syna Macieja Geremka. 

## Wybrane publikacje
- Bractwa w średniowiecznym Krakowie: studium form społecznych życia religijnego, Wrocław: Zakład Narodowy im. Ossolińskich 1977.
- Niegodne rzemiosło: kat w społeczeństwie Polski XIV-XVI w., Warszawa: PWN 1986.
- Banici w średniowiecznej Europie, Warszawa: "Semper" 1993 (przekład francuski: Les bannis au Moyen Âge, trad. du pol. par Thérèse Douchy, préf. de Claude Gauvard, Paris: Aubier 1996.
- Peregrinationes: pielgrzymki w kulturze dawnej Europy, pod red. Haliny Manikowskiej i Hanny Zaremskiej, Warszawa: Instytut Historii Polskiej Akademii Nauk 1995.
- Ecclesia et civitas: kościół i życie religijne w mieście średniowiecznym, pod red. Haliny Manikowskiej i Hanny Zaremskiej, Warszawa: Instytut Historii Polskiej Akademii Nauk 2002.
- Żydzi w średniowiecznej Europie Środkowej: w Czechach, Polsce i na Węgrzech, Poznań: Poznańskie Towarzystwo Przyjaciół Nauk 2005.
- Żydzi w średniowiecznej Polsce: gmina krakowska, Warszawa: Instytut Historii PAN 2011 (przekład niemiecki: Juden im mittelalterlichen Polen und die Krakauer Judengemeinde, aus dem Poln. von Heidemarie Petersen, Osnabrück: Fibre 2013).
- Bronisław Geremek, O średniowieczu, wybór art. i przedmowa Hanna Zaremska, oprac. Hanna Zaremska i Agnieszka Niegowska, Warszawa: Instytut Historii PAN 2012.